# Sipos Imre (színművész)
Sipos Imre (Miskolc, 1970. november 20. –) magyar színész, rendező, a Pesti Magyar Színház menedzser-, majd a Bartók Kamaraszínház művészeti igazgatója.

## Életpályája
Előbb Sárospatakon a Comenius Tanítóképző Főiskolán végzett 1993-ban, majd a Miskolci Egyetem Bölcsészettudományi Karán 1997-ben diplomázott magyar szakos tanárként.
Egyetemi tanulmányai alatt a Miskolci Nemzeti Színházban kezdte színi pályafutását. A Színház- és Filmművészeti Főiskolán 1999-ben végzett Horvai István és Máté Gábor osztályában. Ez után a Nemzeti Színház társulatához szerződött, melynek 2000 után is, amikor a színházat átnevezték Pesti Magyar Színházra, tagja maradt 2015-ig. Őze Áron Színigazgatása alatt 2010-től 2015-ig a társulat menedzserigazgatója is volt. 2015 nyarán a XV. Pécsi Országos Színházi Találkozó színészzsűrijében foglalt helyet. A következő évadtól a Budapesti Operettszínház tagja lett. 2016. július 1-jétől 2021. június 30-ig ismét Őze Áron vezető munkatársa volt, a dunaújvárosi Bartók Kamaraszínház művészeti igazgatójaként. 2021-től a kecskeméti Katona József Színház prózai tagozatvezetője.
Színészi munkája mellett rendez is.
2015 óta a Szent István Egyetem állatorvos-tudományi karának hippológia szakára jár és 2017 őszén diplomázik. A lovaglást – ami már gyerekkora óta érdekelte – a Színművészetin, öttusa lovakon kezdte el. 2016-ban és 2017-ben is megnyerte a Nemzeti Vágta OTP Bank Jótékonysági Sztárfutamát, ami 500 000 forintos pénzdíját a Magyar Lovasterápia Szövetségnek ajánlotta fel.
A Pro Solidaritas 2007, a Magyar Színház művészeiért Alapítvány kuratóriumának tagja, és képviselője.
Felesége: Rekeny Klára (HR-tanácsadó); gyermekei: Sipos Áron (1998), aki színésznek tanult és Benedek (2000).

## Színházi szerepei és rendezései

### Szerepei
A Színházi adattárban 2017. szeptember 17-ig regisztrált bemutatóinak száma: 56.
| Szerző                                                                                          | A darab címe                                 | Bemutató dátuma | S z í n h á z                                       | Játszott szerep                              |
| ----------------------------------------------------------------------------------------------- | -------------------------------------------- | --------------- | --------------------------------------------------- | -------------------------------------------- |
| Oscar Wilde, Kamondi Zoltán                                                                     | Salome                                       | 1994.           | Miskolci Nemzeti Színház                            | Zsidó II.                                    |
| William Shakespeare                                                                             | Romeó és Júlia                               | 1995.           | Miskolci Nemzeti Színház                            | János barát[forrás?]                         |
| Faragó Zsuzsa, Telihay Péter, Bohumil Hrabal, Jiri Menzel(filmforgatókönyv)                     | Sörgyári capriccio                           | 1995.           | Miskolci Nemzeti Színház                            | Martin kocsis                                |
| Herczeg Ferenc                                                                                  | Majomszínház                                 | 1998.           | Színház- és Filmművészeti Főiskola Ódry Színpad     | Konzul                                       |
| Forgách András, Luigi Magni (film)                                                              | Legyetek jók, ha tudtok...!                  | 1998.           | Miskolci Nyár                                       | Járőrparancsnok, Patkoló kovács, Szabómester |
| Sütő András                                                                                     | Balkáni gerle                                | 1998.           | Nemzeti Színház                                     | Pista                                        |
| William Shakespeare                                                                             | Sok hűhó semmiért                            | 1998.           | Színház- és Filmművészeti Főiskola Ódry Színpad     | Don Pedro                                    |
| Molnár Ferenc, Szép Ernő, Heltai Jenő, Karinthy Frigyes, Gábor Andor, Nóti Károly, Kellér Dezső | Színinövendékek avagy zenés műkedvelő kabaré | 1998.           | Színház- és Filmművészeti Főiskola Ódry Színpad     |                                              |
| Alekszandr Nyikolajevics Osztrovszkij                                                           | Jövedelmező állás                            | 1998.           | Színház- és Filmművészeti Főiskola Ódry Színpad     | Akim Akimics Juszov, öreg tisztviselő        |
| Szabó Magda                                                                                     | Régimódi történet                            | 1999.           | Nemzeti Színház                                     | A koporsós                                   |
| Guy Bolton, John McGowan                                                                        | Vad nők                                      | 1999.           | Színház- és Filmművészeti Főiskola Ódry Színpad     | Johnny Churchill; Csodacowboy                |
| Herczeg Ferenc                                                                                  | Majomszínház                                 | 1999.           | Nemzeti Színház                                     | Franklin kapitány                            |
| Friedrich Schiller                                                                              | Ármány és szerelem                           | 1999.           | Nemzeti Színház                                     | Wurm, a kancellár magántitkára               |
| Giorgio Pianosa, Pozsgai Zsolt                                                                  | A család játékai                             | 2000.           | Nemzeti Színház                                     | Luigi                                        |
| Georg Büchner, Rónay György (versbetét)                                                         | Leonce és Léna                               | 2000.           | Színház- és Filmművészeti Főiskola Ódry Színpad     | Szertartásmester                             |
| Bródy János, Boldizsár Miklós                                                                   | István, a király                             | 2000.           | Nemzeti Színház                                     | Vecellin                                     |
| Thuróczy Katalin                                                                                | A két Hunyadi                                | 2000.           | Diósgyőri várjátékok                                | Hunyadi László                               |
| Pierre Choderlos de Laclos, Örkény István                                                       | Veszedelmes viszonyok                        | 2000.           | Pesti Magyar Színház                                | Azolan                                       |
| Dale Wasserman, Miguel de Cervantes Saavedra                                                    | La Mancha lovagja                            | 2001.           | Pesti Magyar Színház                                | Pedro                                        |
| Arthur Laurents                                                                                 | West Side Story                              | 2001.           | Ferencvárosi Ünnepi Játékok                         | Bernardo[forrás?]                            |
| Bródy János, Boldizsár Miklós                                                                   | István, a király                             | 2001.           | Szegedi Szabadtéri Játékok                          | Vecellin                                     |
| William Shakespeare                                                                             | Téli rege                                    | 2001.           | Pesti Magyar Színház                                | Camillo                                      |
| John-Michael Tebelak                                                                            | Godspell                                     | 2002.           | Pesti Magyar Színház                                |                                              |
| Pozsgai Zsolt                                                                                   | Arthur és Paul                               | 2002.           | Pesti Magyar Színház                                | Tent, a seyblaki kórház néger orvosa         |
| Nyikolaj Vasziljevics Gogol, Vidnyánszky Attila                                                 | Az orr                                       | 2003.           | Pesti Magyar Színház                                | Ivan Jakovlevics, borbély                    |
| Sławomir Mrożek                                                                                 | Tangó                                        | 2004.           | Pesti Magyar Színház                                | Edek                                         |
| Nyikolaj Vasziljevics Gogol                                                                     | Háztűznéző                                   | 2009.           | Pesti Magyar Színház                                | Csocsalov                                    |
| Bertolt Brecht                                                                                  | Kurázsi mama és gyermekei                    | 2005.           | Gózon Gyula Kamaraszínház                           | Szakács; III. kikiáltó                       |
|                                                                                                 | 'A hetedik te magad légy'                    | 2005.           | Ferencvárosi Ünnepi Játékok                         |                                              |
| Frederick Knott                                                                                 | Várj, míg sötét lesz!                        | 2005.           | Gózon Gyula Kamaraszínház                           | Croker                                       |
| Molière                                                                                         | Tartuffe                                     | 2006.           | Pesti Magyar Színház                                | Cleante                                      |
| Valla Attila, Szikora Róbert, és Nepp József - Ternovszky Béla (rajzfilm)                       | Macskafogó                                   | 2006.           | Pesti Magyar Színház                                | Edlington                                    |
| Tamási Áron                                                                                     | Ábel                                         | 2006.           | Pesti Magyar Színház                                | Gergely, Ábel apja                           |
| Cervantes                                                                                       | La Mancha lovagja                            | 2007.           | Bakáts téri Szabadtéri Színpad                      | Fogadós; Kormányzó                           |
| Kálmánchelyi Zoltán, Végh Zsolt, Stefanovics Angéla                                             | Libiomfi                                     | 2007.           | Zsámbéki Színházi Bázis                             | Kaszás; Nagymama; Rendőr; Libi papa          |
| Jean Anouilh                                                                                    | Becket, vagy Isten becsülete                 | 2007.           | Pesti Magyar Színház                                | Gilbert Folliot                              |
| Lars von Trier (film), Guelmino Sándor, Gecsényi Györgyi                                        | Hullámtörés                                  | 2008.           | Pesti Magyar Színház Sinkovits Imre Színpad         | Dr. Richardson; Kapitány                     |
| Brecht                                                                                          | A szecsuáni jó ember                         | 2009.           | Pesti Magyar Színház                                | Rendőr                                       |
| Háy János                                                                                       | Házasságon innen, házasságon túl             | 2008.           | Pesti Magyar Színház Sinkovits Imre Színpad         | Ügyvéd (Gábor)                               |
| Joseph Kesselring                                                                               | Arzén és levendula                           | 2010.           | Pesti Magyar Színház                                | Jonathan                                     |
| Füst Milán, Galambos Péter, Faragó Zsuzsa                                                       | A feleségem története                        | 2010.           | Pesti Magyar Színház                                | Házmester                                    |
| Tennessee Williams                                                                              | Macska a forró tetőn                         | 2011.           | Pesti Magyar Színház                                | Gooper                                       |
| Isa Schöier                                                                                     | Rúzs                                         | 2011.           | Pesti Magyar Színház Sinkovits Imre Színpad         | Tornatanár                                   |
| Koltay Gergely                                                                                  | Honfoglalás                                  | 2011.           | Sziget Színház - RaM Colosseum                      | Kond                                         |
| Berg Judit                                                                                      | Rumini                                       | 2011.           | Pesti Magyar Színház                                | Kapitány                                     |
| Márkos Attila, Szűts István                                                                     | Az utolsó betyár                             | 2012.           | Magyar Lovas Színház, Komárom                       | Pista csikós                                 |
| Janikovszky Éva                                                                                 | Égigérő fű                                   | 2013.           | Pesti Magyar Színház                                | Brenner Oszkár, a szenesember                |
| Szerb Antal, Forgács András                                                                     | Holdvilág és utasa                           | 2013.           | Pesti Magyar Színház - Vasfüggöny mögötti játéktér  | Apa                                          |
| Böszörményi Gyula                                                                               | Almaszósz                                    | 2013.           | Pesti Magyar Színház                                | II. Golden Delicious almakirály; Apa         |
| Koltay Gergely                                                                                  | Honfoglalás                                  | 2014.           | Nemzeti Lovas Színház - Kincsem Lovaspark (Komárom) | Kond                                         |
| Márkos Attila, Derzsi György                                                                    | Kincsem                                      | 2014.           | Magyar Lovas Színház, Komárom                       | Márton gazda                                 |
| William Shakespeare, Kállay Géza                                                                | Macbeth                                      | 2014.           | Magyar Színház                                      | Első gyilkos Macbeth szolgálatában           |
| Lackfi János                                                                                    | Az öreg pokróc                               | 2015.           | Aranytíz Tolnay Klári Színpad                       | Férj                                         |
| Szabó Magda                                                                                     | Az őz                                        | 2016.           | Rózsavölgyi Arts & Café                             | Zöldséges                                    |
| Karel Čapek, Rubin Péter                                                                        | Fehér kór                                    | 2017.           | Budaörsi Latinovits Színház                         | Prof. Dr. Sigelius                           |
|                                                                                                 |                                              | .               |                                                     |                                              |

### Rendezései
A Színházi adattárban 2017. szeptember 17-ig regisztrált bemutatóinak száma: 10.
- Benedek Elek − Világos Beatrix: Többsincs királyfi − Harlekin Bábszínház, Eger
- Benedek Elek − Világos Beatrix: Babszem Jankó − Harlekin Bábszinház, Eger
- Világos Beatrix: Aladdin - Harlekin Bábszínház, Eger
- Vajda Katalin: Anconai szerelmesek − Békéscsabai Városházi Esték,
- Molière: Scapin furfangjai − Békéscsabai Városházi Esték,
- Hubay Miklós: Késdobálók − Gózon Gyula Kamaraszínház és a Magyar Színház közös produkciója
- Karl Wittlinger: Ismeri a tejutat? − Magyar Színház, Sinkovits Imre Színpad
- Benedek Elek - Világos Beatrix: Babszem Jankó - Miskolci Csodamalom Bábszínház
- Szente Béla - Gulyás Levente: Rigócsőr király - Miskolci Csodamalom Bábszínház
- Korniss Mihály: Körmagyar − A Pesti Magyar Színiakadémia vizsgaelőadása
- David Gieselmann: Kolpert úr - Pesti Magyar Színház
- Guy Foissy: Szabadságot mókusnak! - Pesti Magyar Színház
- John Milton: Siker és hírnév (Az ördög ügyvédje c. film alapján) – Ruttkai Éva Színház, 2008[15]
- João Bethencourt: Telitalálat - Szentendrei Teátrum
- Háy János: Rák Jóska, dán királyfi - Bartók Kamaraszínház és Művészetek Háza

### Jelenleg játszott szerepei és rendezései
Az utolsó módosítás ebben a szakaszban:  2017. szeptember 18., 01:20 (CEST)
- Koltay Gergely, Szűts István: Honfoglalás − Kond (Nemzeti Lovas Színház)
- Márkos Attila, Derzsi György: Kincsem – Márton Gazda (Magyar Lovas Színház, Komárom)[16]
- Márkos Attila, Barcsik Valéria: Hét vezér - Kond (Magyar Lovas Színház, Komárom)[17]
- Mészáros László, Galambos Attila: Gladiátor - Georgius, római katona (Nemzeti Lovas Színház)[18]
- Kálmán Imre, Lőrinczy Attila, Somogyi Szilárd, Bori Tamás, Kerényi Miklós Gábor: A chicagói hercegnő - Alexej Zénó Luparovics (Operettszínház)[19]
- Tamási Áron, Tolcsvay László: Ördögölő Józsiás - Ropogán, pokolmester (Operettszínház)[20]
- David Rogers, Charles Strouse, Galambos Attila: Virágot Algernonnak - Apa, Matt Gordon (Operettszínház - Raktárszínház)
- Lackfi János: Az öreg pokróc - Férj (Aranytíz)[21]
- Tolcsvay László, Müller Péter, Müller Péter Sziámi: Isten pénze - Mr. Fezziwig (Operettszínház)[22]
- Szabó Magda: Az őz (Rózsavölgyi Szalon)[23]
- Kálmán Imre: A Csárdáskirálynő - Feri bácsi (Operettszínház)[24]
- Lehár Ferenc: A víg özvegy - Kromov (Operettszínház)[25]
- Karel Čapek: A fehér kór - Prof. Dr. Sigelius (Budaörsi Latinovits Színház)[26]

rendezései
- João Bethencourt: Telitalálat! (Szentendrei Teátrum)[27]
- Háy János: Rák Jóska, dán királyfi (Bartók Kamaraszínház)[28]

## Filmes szerepei
- 2000 Koldus és királyfi (The Prince and the Pauper, Hallmark Film)[29]
- 2001 Sacra Corona - Ond vezér
- 2006 Horthy, a kormányzó
- 2006 Nincs kegyelem / Fekete fehér - ügyész[30]
- 2008 Casting minden - TV-igazgató
- 2010 Zimmer Feri 2. - Mr. Ficske
- 2010 Mindszenty: A fehér vértanú - kíváncsiskodó egyetemista ifjú, aki kíváncsiságától hajtva végigvezeti a nézőt a Mindszenty-életúton[31]
- 2012 Marslakók (tévésorozat) - Géza
- 2012 Borgiák sorozat 02. évad 04. rész - Stray Dogs[32]
- 2013 Incella kenyérért megy (kisjátékfilm) - Károly,[33] Incella apja[34]
- 2015 Munkaügyek
- 2017 Tóth János
- 2019 Drága örökösök
- 2019 Jófiúk - Szabó százados
- 2022 Doktor Balaton - lovasoktató
- 2022 Aranybulla – Dénes
- 2024 A mi kis falunk – Varga Lajos

## Díjai
- Főnix díj – legjobb férfi szereplő (2005)[35]
- Főnix díj – legjobb férfi mellékszereplő (2009)[35]
- Nemzeti Vágta – OTP Bank Jótékonysági Sztárfutam győztese (2016, 2017)[10]
- Magyar Ezüst Érdemkereszt (2022)